# X Club

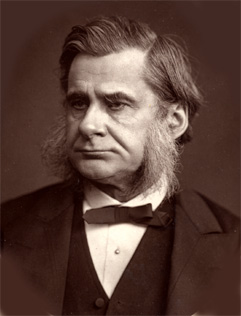
Thomas Henry Huxley, el iniciador del X Club, cerca de 1880

El X club fue un círculo social de nueve hombres que apoyaban las teorías de la selección natural y el liberalismo académico, en la Inglaterra de la época victoriana. Thomas Henry Huxley fue su iniciador, convocó el primer encuentro el 3 de noviembre de 1864.
El club se encontraba en Londres una vez por mes, excepto en julio, agosto y septiembre, desde noviembre de 1864 hasta marzo de 1893 y se cree que sus miembros tenían mucha influencia en el pensamiento científico. Los miembros del club eran George Busk, Edward Frankland, Thomas Archer Hirst, Joseph Dalton Hooker, Thomas Henry Huxley, John Lubbock, Herbert Spencer, William Spottiswoode y John Tyndall.
Los nueve hombres ya se conocían bien entre ellos, y en los años de 1860, las amistades convirtieron el grupo en una red social, juntándose a menudo, e incluso se iban de vacaciones juntos. Después de la publicación, en 1859, de El origen de las especies de Charles Darwin, los miembros comenzaron a trabajar conjuntamente para apoyar la nueva teoría.

## Literatura adicional
- Patton, Mark (2007), Science, Politics and Business in the Work of Sir John Lubbock: A Man of Universal Mind, London: Ashgate Publishing, ISBN 978-0-7546-5321-9, OCLC 72868508..